# Развожаев, Михаил Владимирович
Михаил Владимирович Развожаев (род. 30 декабря 1980, Красноярск) — российский государственный и политический деятель. Губернатор Севастополя с 2 октября 2020 (врио 11 июля 2019 — 2 октября 2020). Секретарь Севастопольского регионального отделения партии «Единая Россия» с 25 октября 2019 года. Член президиума Государственного Совета Российской Федерации с 21 декабря 2020 года.
Руководитель исполкома Общероссийского народного фронта с 17 декабря 2018 по 11 июля 2019. Заместитель министра Российской Федерации по делам Северного Кавказа с 1 октября 2014 по 3 октября 2018. Временно исполняющий обязанности главы Республики Хакасия с 3 октября по 15 ноября 2018. Член Всероссийской политической партии «Единая Россия». Член Общероссийского народного фронта.
За нарушение «территориальной целостности и независимости Украины» находится под санкциями всех стран Евросоюза, США, Великобритании и ряда других стран.

## Биография
Родился 30 декабря 1980 года в городе Красноярск. 
В 2002 году окончил исторический факультет Красноярского государственного педагогического университета.

### Красноярский край
Трудовую деятельность начал во время обучения в университете в феврале 2002 года в профсоюзной организации студентов Красноярского государственного педагогического университета.
С апреля 2003 года замещал должности государственной гражданской службы в администрации губернатора Красноярского края: сперва губернатора Александра Хлопонина и с 2010 года — Льва Кузнецова.
С октября 2008 года работал на руководящих должностях в администрации губернатора Красноярского края. Был консультантом, руководителем пресс-службы краевого правительства, заместителем начальника управления пресс-службы главы региона, пресс-секретарем губернатора и заместителем начальника управления информационной политики. С августа 2012 года по июль 2014 года Развожаев был заместителем руководителя администрации губернатора, занимался координацией работы подразделений администрации, отвечающих за формирование и исполнение рабочего графика главы края (с мая 2014 года обязанности губернатора исполнял Виктор Толоконский).

### Северный Кавказ
12 мая 2014 года указом президента России Владимира Путина было создано Министерство по делам Северного Кавказа. Его первым министром стал Лев Кузнецов. Вслед за ним в июне 2014 в новое министерство на должность помощника министра перешёл Михаил Развожаев.
С 1 октября 2014 года повышен до заместителя министра РФ по делам Северного Кавказа. Продолжил работу в должности и после мая 2018 года, когда должность министра занял Сергей Чеботарёв.
Параллельно проходил обучение в первом потоке Высшей школы государственного управления Российской академии народного хозяйства и государственной службы при президенте Российской Федерации, созданной приказом по Академии № 02-573 от 19 ноября 2013 года и получившей неофициальное название «школы губернаторов».

### Врио главы Республики Хакасия
3 октября 2018 года президент России Владимир Путин назначил заместителя министра по делам Северного Кавказа Развожаева временно исполняющим обязанности главы Республики Хакасия после отставки Виктора Зимина, не сумевшего победить в первом туре выборов 9 сентября и отказавшегося от дальнейшей борьбы.
У меня к вам необычная просьба и несколько необычное поручение (...) Просьба заключается в том, чтобы вы выехали в Хакасию, поработали там в течение месяца, взяли под контроль ситуацию в республике, в том числе и по социально-экономическим проблемам, помогли провести чистые, открытые, в полном смысле отвечающие нашим законам выборы.Владимир Путин на встрече с Михаилом Развожаевым, 3 октября 2019 года.
Практически сразу после назначения Развожаев занялся урегулированием личного конфликта двух кандидатов в губернаторы — участников второго тура выборов: представителя КПРФ Валентина Коновалова и Александра Мяхара от «Партии роста»). А затем в эфире телеканала «Россия 1» Развожаев попросил избирком республики отозвать иск из Верховного суда Хакасии об отмене регистрации кандидата в губернаторы от КПРФ Валентина Коновалова.
11 ноября 2018 главой Хакасии был избран Валентин Коновалов, 15 ноября состоялась церемония его инаугурации. С избранием нового губернатора Михаил Развожаев вернулся в Москву. 29 ноября того же года был избран в состав Центрального штаба Общероссийского народного фронта.
С 17 декабря 2018 года по июль 2019 года был руководителем исполкома ОНФ.

### Губернатор Севастополя

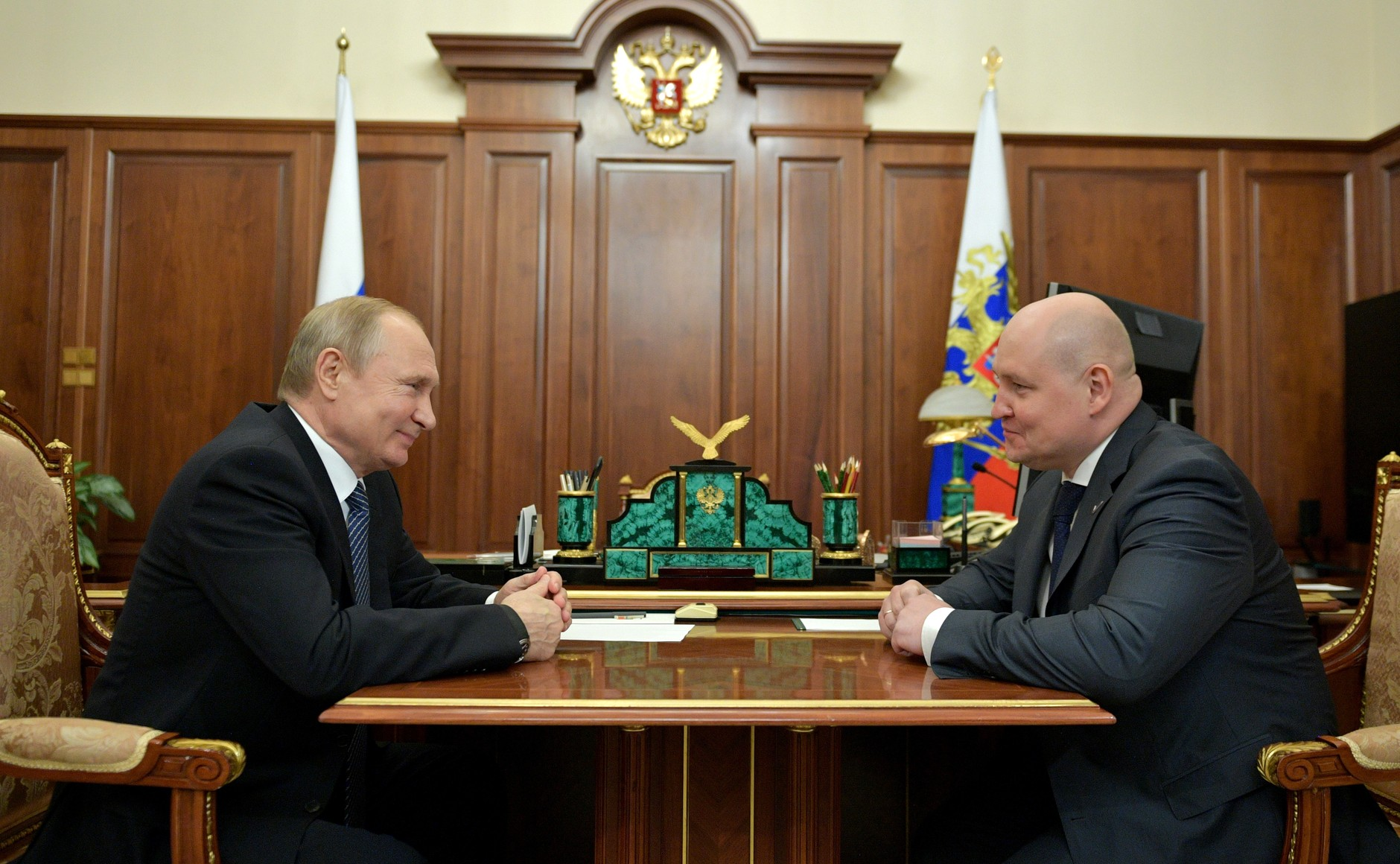
С президентом России Владимиром Путиным, 11 июля 2019 года

11 июля 2019 года Указом Президента Российской Федерации Владимира Путина назначен временно исполняющим обязанности губернатора Севастополя. Ранее этот пост занимал Дмитрий Овсянников, подавший в отставку по собственному желанию.
12 июля 2019 года Развожаев отправил правительство Севастополя в отставку. Прежний состав дорабатывал вплоть до 30 сентября 2019, когда было сформировано новое правительство. В него вошли семь заместителей губернатора: Владимир Базаров, Александр Кулагин, Мария Литовко, Алексей Парикин, Светлана Пирогова, Денис Солодовников, экс-сенатор Совета Федерации от Севастополя Ольга Тимофеева.
25 октября 2019 года на конференции севастопольского отделения партии «Единая Россия» Развожаев большинством голосов был избран секретарём севастопольского регионального отделения. Тогда же секретарь генсовета «Единой России» Андрей Турчак заявил, что в 2020 году партия поддержит кандидатуру Развожаева на выборах губернатора Севастополя.
12 июня 2020 года делегаты 10-й конференции севастопольского регионального отделения «Единой России» приняли решение о выдвижении Михаила Развожаева кандидатом в губернаторы Севастополя. За него проголосовало абсолютное большинство делегатов. Прямые выборы главы региона состоялись в единый день голосования 13 сентября 2020 года.
13 сентября 2020 года Развожаев избран в первом туре губернатором Севастополя с результатом 85,72 % при явке более 48 %.
2 октября 2020 года Развожаев официально вступил в должность губернатора Севастополя на пятилетний срок.
С 21 декабря 2020 — член президиума Государственного Совета Российской Федерации.
С 16 декабря 2020 — Михаил Развожаев единогласно избран главой наблюдательного совета Севастопольского государственного университета  
3 июня 2022 года президент Путин назначил Развожаева главой комиссии Госсовета по направлению «Образование».

## Санкции
28 января 2020 года внесён в санкционный список всех стран Евросоюза как «так называемый "исполняющий обязанности губернатора" незаконно аннексированного города Севастополь». 29 января 2020 года внесён в санкционный список США по тем же основаниями.
26 июля 2022 года за поддержку войны России против Украины включ\н в санкционный список Великобритании, 23 августа 2022 года был исключён из списка, 6 сентября 2022 года вновь внесён в список предусматривающий замораживание активов.
Также находится в санкционных списках Канады, Швейцарии, Украины, Австралии и Монако.

## Награды
- Медаль «За укрепление боевого содружества» (Минобороны России)[39]
- Специальная премия «За поддержку театрального искусства России» Национальной театральной премии «Золотая маска» (2025)[40]

## Классный чин, звание
- Офицер запаса, лейтенант[6].
- Действительный государственный советник Российской Федерации 2 класса[6].

## Собственность и доходы
Согласно открытым данным, в 2017 году Михаил Развожаев задекларировал доход менее 7 млн рублей. Из недвижимости — квартира 65 м² и доля в квартире 70 м², принадлежащей супругам и двоим детям. У супруги Михаила Развожаева два земельных участка и три квартиры (две в доли). Семья ездит на Nissan Murano и Toyota Rav4.

## Семья
Женат, воспитывает двоих детей.